# Prigorodnyj (obwód kemerowski)
Prigorodnyj (ros. Пригородный) – osiedle w Rosji, w obwodzie kemerowskim, w rejonie kemerowskim. W 2010 liczyło 2387 mieszkańców.